# Spilodiscus gloveri
Spilodiscus gloveri är en skalbaggsart som först beskrevs av Horn 1870.  Spilodiscus gloveri ingår i släktet Spilodiscus och familjen stumpbaggar. Inga underarter finns listade i Catalogue of Life.